# Borgward Hansa 1500
Borgward Hansa 1500 - середньорозмірний автомобіль, що випускався бременським автовиробником Borgward. Який мав сучасний дизайн, автомобіль був вперше представлений на Женевському автосалоні в березні 1949 року, а перші серійні автомобілі зійшли з конвеєра 13 жовтня того ж року. Hansa був замінений на Borgward Isabella у 1954 році.

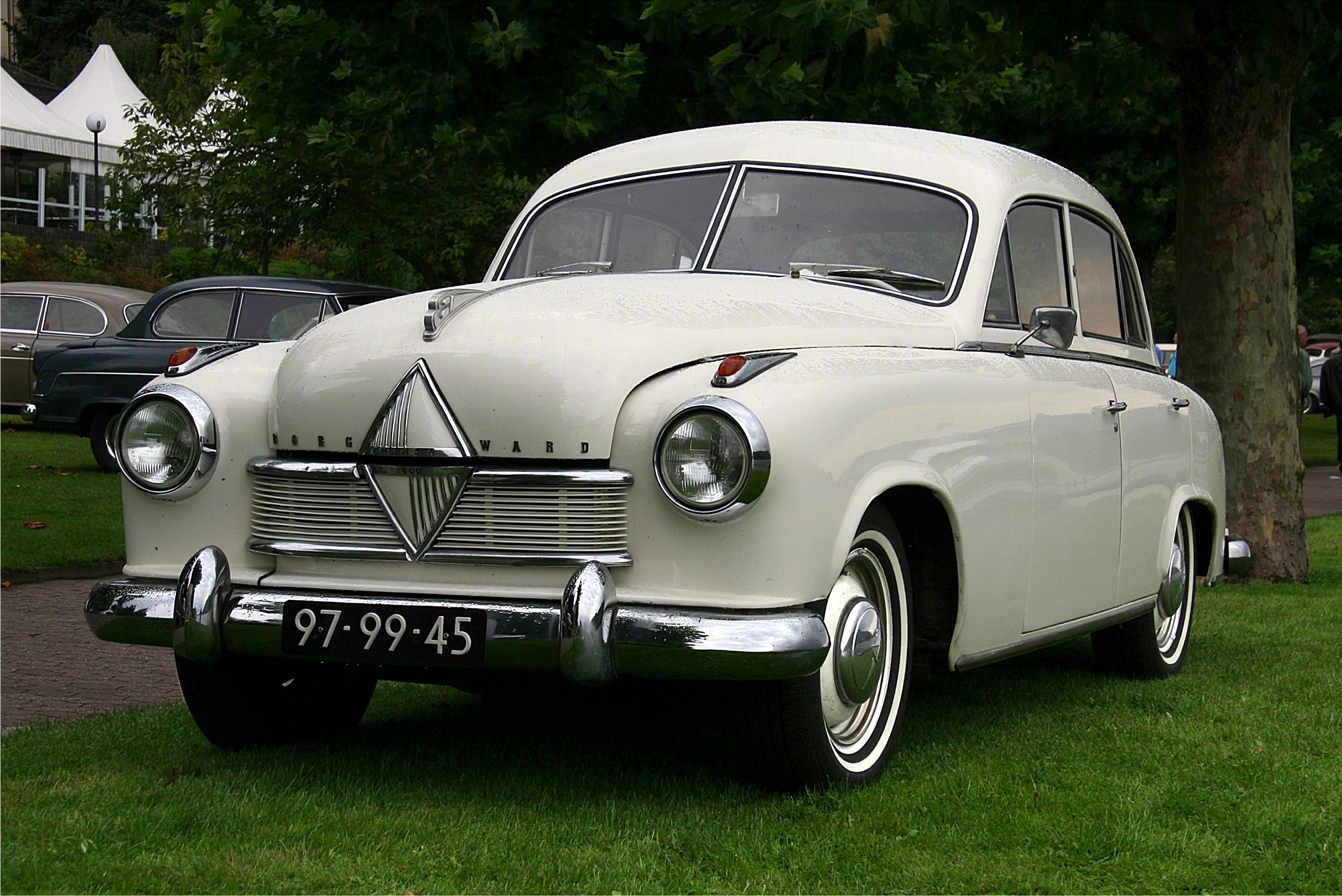
Borgward Hansa 1800 (1952-1954)

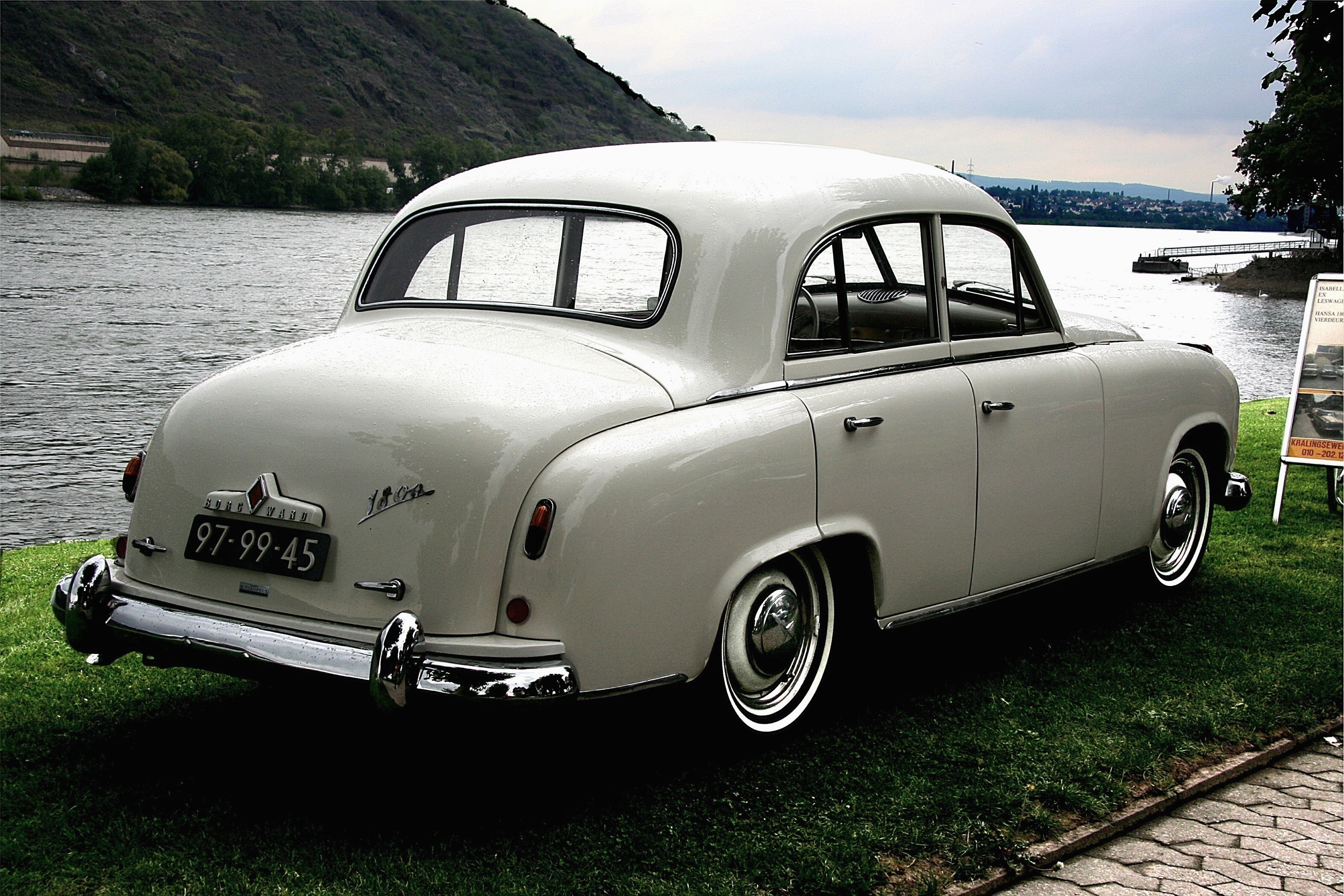
Borgward Hansa 1800

Borgward Hansa 1500, представлений за чотири роки до Mercedes-Benz W120, часто розглядався як перший західнонімецький післявоєнний автомобіль з революційним понтонним дизайном, який згодом став основним для більшості виробників у ФРН і більшій частині Європи.

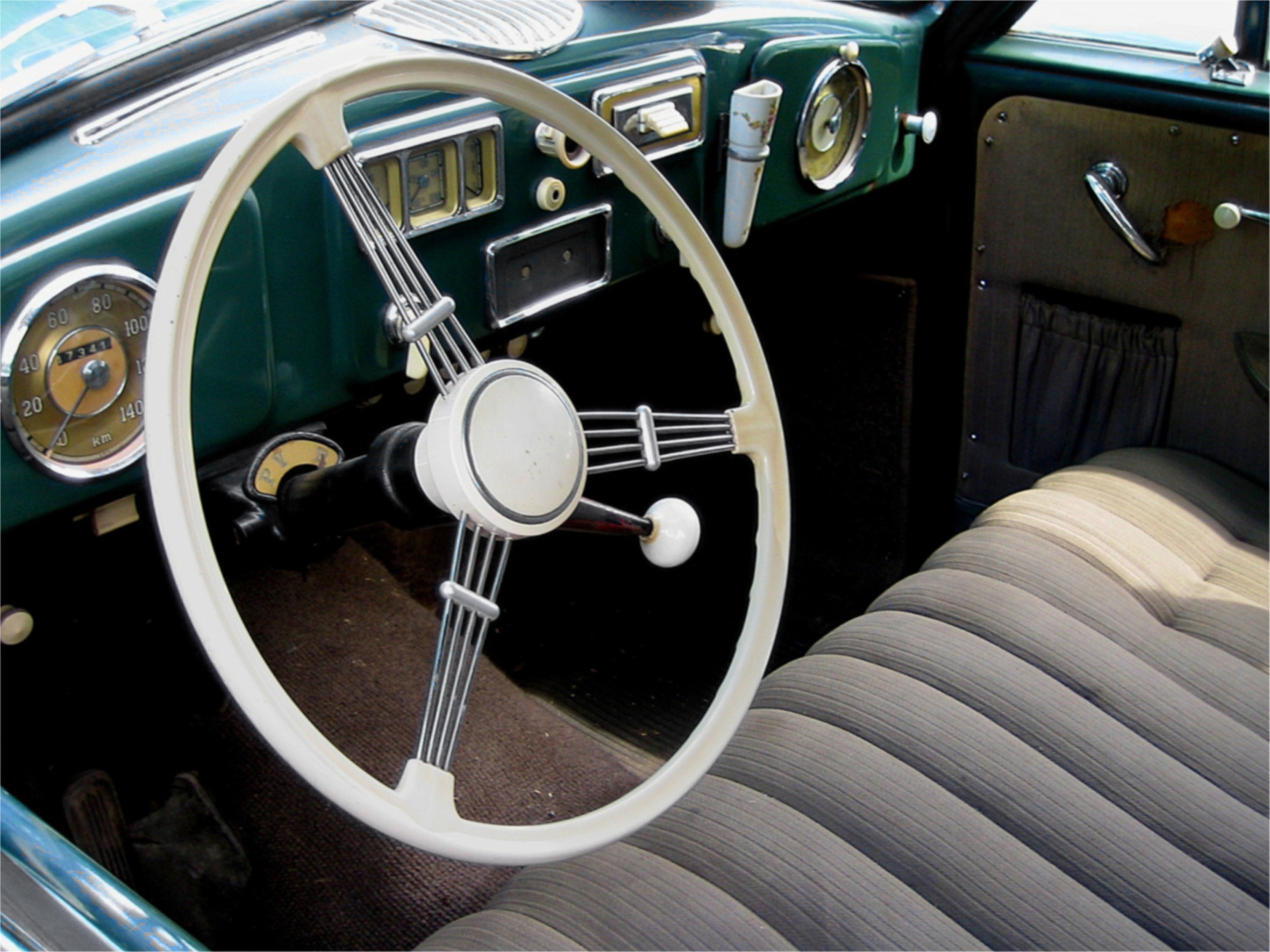

## Двигуни
- 1498 см3 І4 48 к.с. (1500, 1949-1951)
- 1498 см3 І4 52 к.с. (1500, 1952-1954)
- 1758 см3 OHV І4 60 к.с. (1800)
- 1758 см3 OHV diesel І4 42,6 к.с. (1800)

## Hansa 1500 Sportcoupé

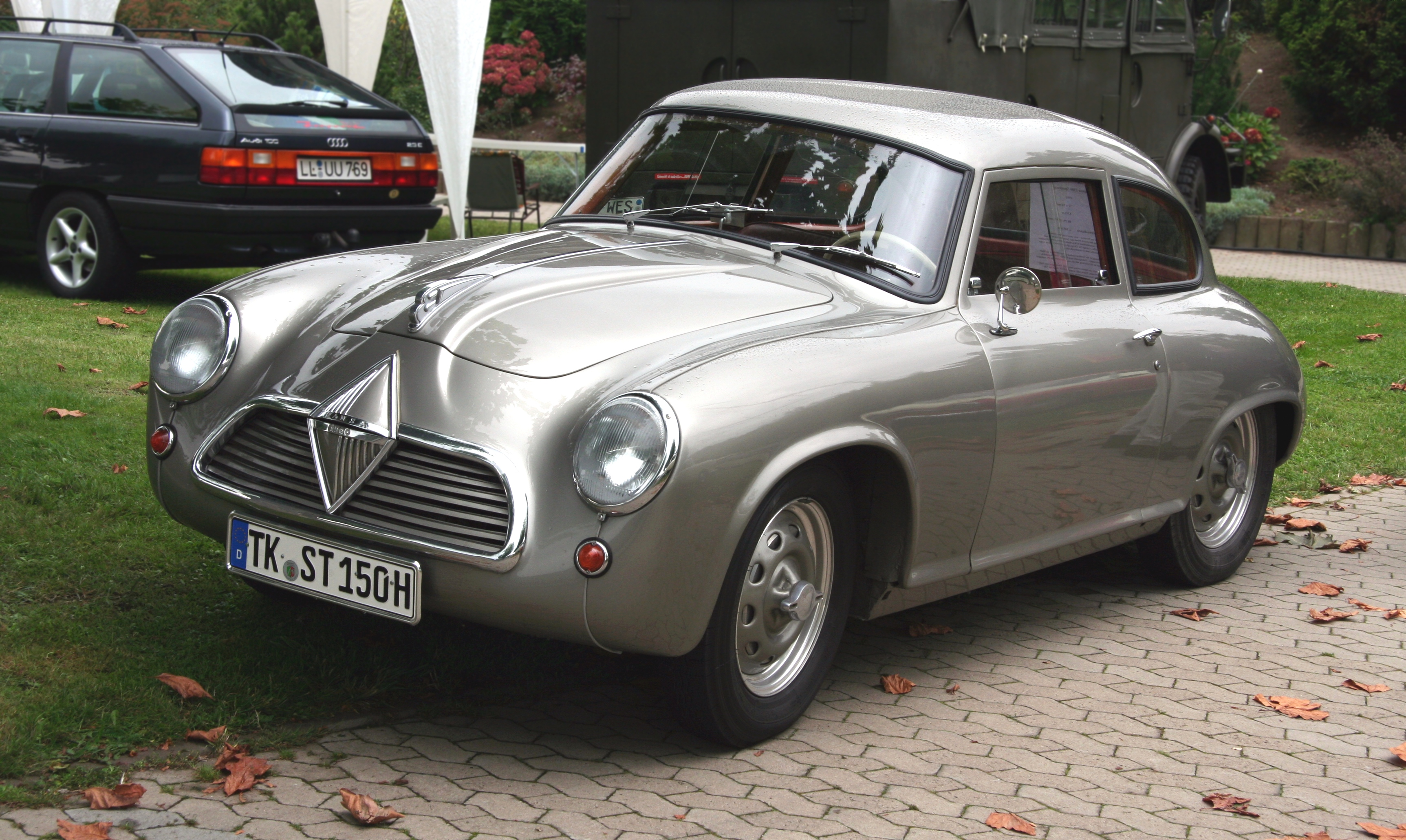
Borgward Hansa 1500 Sportcoupé

Borgward Hansa 1500 Sport Coupé — це прототип, який фабрика Borgward представила на Женевському автосалоні в 1954 році. Було виготовлено два або три таких купе, одне з яких після презентації потрапило у власність швейцарського дилера Borgward Андре Штауффера в Лозанні.

## Вироблено
| рік | 1949 | 1950 | 1951 | 1952 | 1953 | 1954 | всього |
| --- | ---- | ---- | ---- | ---- | ---- | ---- | ------ |
|     | 1148 | 8751 | 9363 | 7076 | 5622 | 1881 | 33841  |

Інформація взята з Werner Oswald Deutsche Autos 1945-1975 за 1979 рік.